# Feldgraswirtschaft
Die (geregelte) Feldgraswirtschaft, auch Wechselwiese, bezeichnet eine landwirtschaftliche Nutzungsform, bei der sich auf denselben Flächen eine ein- oder mehrjährige intensive ackerbauliche Nutzung mit einer mehr- oder langjährigen Grünlandnutzung abwechselt. Es handelt sich um die verbreitetste Form der Wechselwirtschaft.
Es handelt sich um eine Weiterentwicklung der wilden bzw. ungeregelten Feldgraswirtschaft in traditionellen Landwirtschaftsformen.
Die Hauptaufgabe der Feldgraswirtschaft ist es, einerseits die Ertragsfähigkeit des Bodens für den Anbau von Getreide zu erhalten und andererseits akzeptables Grundfutter für die Viehhaltung zu liefern.

## Verbreitung
Sie ist in solchen Regionen verbreitet, wo Dauerackerbau bzw. Dauergrünland aus standortökologischen Gründen schwierig sind, wobei aber Ackerkulturen noch Mindesterträge abwerfen.
Es sind Regionen, in denen
- aus standörtlichen Gründen eine Intensivierung der Landbewirtschaftung eingeschränkt ist (z. B. Mittelgebirge, Berglagen),
- Schäden durch den Anbau von Monokulturen vorgebeugt werden muss,
- Böden zur Erosion neigen,
- auf wüchsigen Standorten die Gefahr der Verunkrautung besteht.

Eine in Österreich und im süddeutschen Alpenraum verbreitete Variante der Feldgraswirtschaft stellt die sogenannte Egart-Wirtschaft dar.

## Entwicklung
Die Feldgraswirtschaft ist mit der Entwicklung der Kulturlandschaft vor allem im Bergland und in Mittelgebirgen untrennbar verbunden und hat zwei Ursachen:

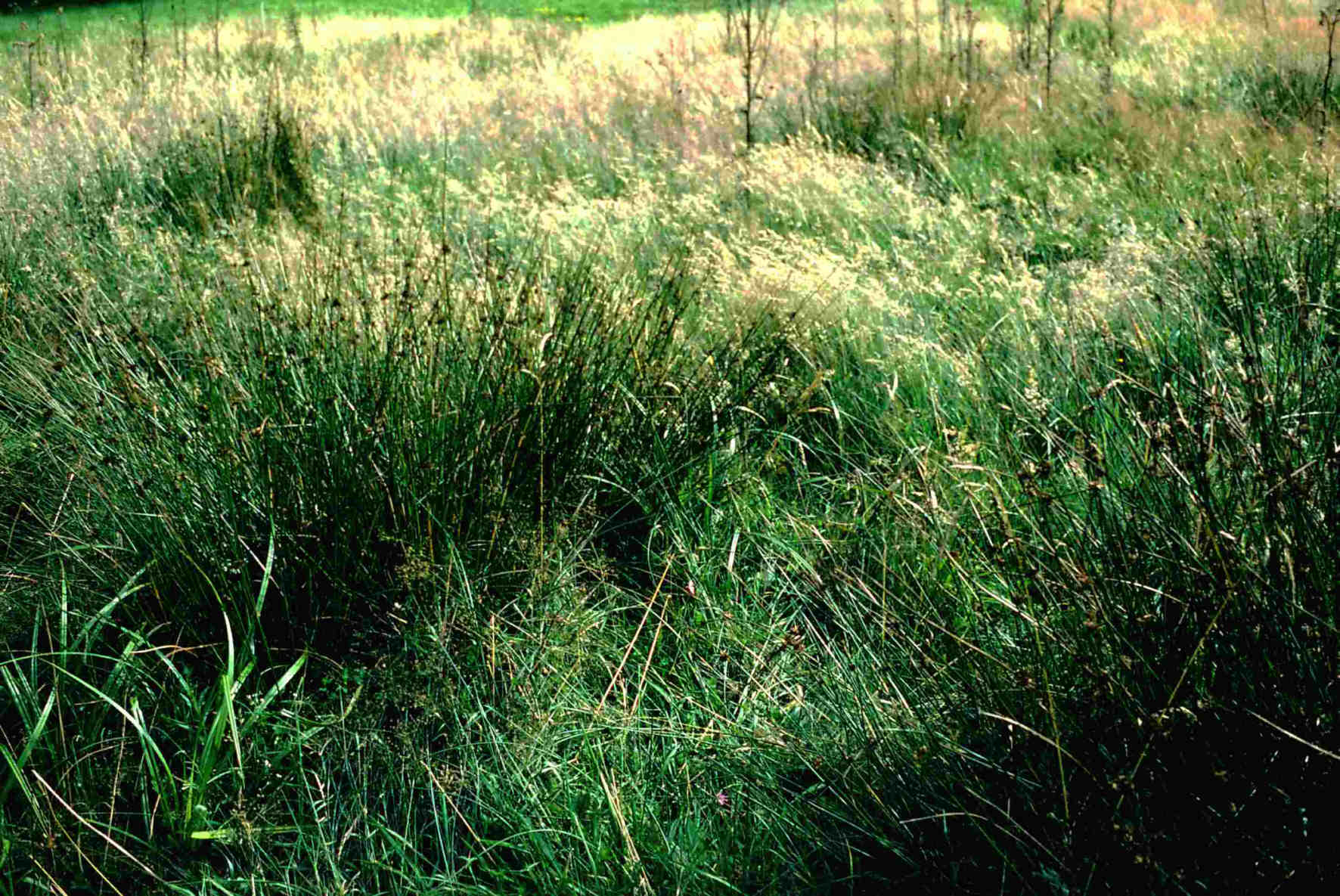
Brachland als Alternative zur Feldgras-Wirtschaft

### 1. Sicherung der bäuerlichen Selbstversorgung
Es musste die Selbstversorgung mit Getreide und Kartoffeln (vor der Einfuhr von Baumwolle auch mit Flachs) gesichert werden. Dazu wurde – wie überall im traditionellen Landbau – Grünland umgebrochen und auf dessen angesammelten Humusreservoir (bis zu 15 % organischer Substanz im Boden) einige Jahre Ackerbau betrieben. Daher der Name „Feld-Gras-Wirtschaft“. Mit nachlassenden Erträgen wurde das Feld wieder der Brache überlassen und es entwickelte sich aus einer Spontanberasung (Selbstberasung) im Zusammenhang mit einer extensiven, jährlich 1- bis 2-maligen Nutzung wieder Grünland.

### 2. Erhöhter Bedarf an Ackerfrüchten
Um ausreichend ackerfähige Flächen für diese Wirtschaftsweise zu erhalten, wurden immer neue Flächen urbar gemacht, d. h. in Ackernutzung genommen. Man sprach dabei von wildem und zahmem (durch Umbruch gezähmtem) Feld. „Zahmes Feld“ ist in Flurstücksbezeichnungen heute noch erkennbar durch Namen mit der Endung „Acker“ (z. B. "Waldacker"). Die übliche Fruchtfolge war Hafer – Kartoffeln – Roggen. Geackert wurde stets in erosionshemmender Weise, nämlich entlang der Höhenlinien und in der Regel auf mehreren Teilstücken des Hofes (z. B. Sommer- und Winterberg im Schwarzwald).

### Entwicklung im 20. Jahrhundert
Bei der Entwicklung des Landbaus spielte die Feldgras-Wirtschaft in Deutschland noch bis in die 1960er Jahre eine bedeutende Rolle. Der Schritt in Richtung Intensivierung bestand in der aktiven Ansaat von Grünlandgräsern und -leguminosen anstelle der bisherigen spontanen Selbstberasung. Bis 1975 erfuhr die Feldgraswirtschaft beispielsweise im Schwarzwald mit der Maßnahme „Trennung von Wald und Weide“ durch Enthurstung (Entbuschung), Entsteinung und Umbruch von Weidbergen eine zusätzliche Förderung. Verbesserte Bedingungen für die Kartoffelvermehrung führten nach dem Zweiten Weltkrieg zusammen mit der fortschreitenden Mechanisierung dann aber zu einer starken Ausdehnung des Ackeranteils. In der Folge kam es auch zu erweiterten Fruchtfolgen und größeren Schlägen.